# 狂野目标
《狂野目标》（英語：Wild Target）是一部2010年黑色幽默电影，由乔纳森·林恩导演，比·乃爾、艾美莉·賓特、魯伯特·葛林、艾琳·阿特金斯、馬丁·費里曼，以及鲁伯特·埃弗里特。此电影得到了于曼島成立的电影基金的资金支持，并由马丁·波普和迈克尔·罗斯制作。露辛达·考克森根据1993年法国同名电影改编剧本。
此电影于2008年9月16日在伦敦开拍，并在曼島进行了外景拍摄。